# (29134) 1987 RW
(29134) 1987 RW là một tiểu hành tinh vành đai chính. Nó được phát hiện bởi Henri Debehogne ở Đài thiên văn La Silla ở Chile ngày 12 tháng 9 năm 1987.